# 제주동부소방서
제주동부소방서(濟州東部消防署, Jeju Dongbu Fire station)는 제주특별자치도의 동부권역을 관할하는 제주특별자치도 소방안전본부 산하의 소방서이다.
소방서장은 소방정으로 보한다.

## 조직
| - 소방행정과 - 소방행정팀 - 예산장비팀 | - 현장대응과 - 예방지도팀 - 대응지도팀 |

## 관할센터 및 관할구역
제주동부소방서는 5개의 119안전센터와 1개의 구조대를 산하에 두고 있다.
| 명칭                     | 사진 | 주소                                 | 관할구역                                  | 지역대                      |
| ------------------------ | ---- | ------------------------------------ | ----------------------------------------- | --------------------------- |
| 성산119안전센터          |      | 서귀포시 성산읍 일주동로4120길 7     | 서귀포시 성산읍                           |                             |
| 구좌119안전센터          |      | 제주시 구좌읍 세화14길 8             | 제주시 구좌읍, 우도면                     | 우도119지역대 김녕119지역대 |
| 조천119안전센터          |      | 제주시 조천읍 신북로 337             | 제주시 조천읍                             |                             |
| 남원119안전센터          |      | 서귀포시 남원읍 남원체육관로221길 23 | 서귀포시 남원읍                           |                             |
| 표선119안전센터          |      | 서귀포시 표선면 표선관정로 39-16     | 서귀포시 표선면                           | 성읍119지역대               |
| 제주동부소방서 119구조대 |      | 서귀포시 성산읍 일주동로4120길 7     | 제주특별자치도 제주시 일부, 서귀포시 일부 |                             |

## 같이 보기
- 대한민국 소방청
- 대한민국의 소방
- 소방관 계급